# Associazione Calcio Riunite Messina 1951-1952
Questa pagina raccoglie i dati riguardanti l'Associazione Calcio Riunite Messina nelle competizioni ufficiali della stagione 1951-1952.

## Stagione
Nella stagione 1951-1952 il Messina disputa il campionato di Serie B, un torneo a venti squadre, con 45 punti si piazza al terzo posto nel torneo vinto dalla Roma con 53 punti che ritorna subito in Serie A, davanti al Brescia con 52 punti, che perderà con la Triestina, giunta quart'ultima nel massimo campionato, lo spareggio promozione (1-0).
Nella squadra messinese viene confermato l'allenatore Carlo Rigotti, vengono ingaggiati Antonio Colomban ed il livornese Bruno Dante. Per tutto il torneo i giallorossi contrastano il cammino a squadre molto attrezzate come il Genoa e la Roma, al termine otterranno un prestigioso terzo posto, lasciandosi alle spalle il Catania ed il Genoa. Cedendo il passo solo al Brescia secondo, ed alla Roma che era la grande favorita del torneo. Con sette reti Manlio Bertolin e Antonio Colomban sono stati i migliori realizzatori della stagione.

## Rosa
| N. |                   | Ruolo | Calciatore             |
| -- | ----------------- | ----- | ---------------------- |
|    | Italia (bandiera) | C     | Domenico Andronico     |
|    | Italia (bandiera) | D     | Renato Avellani        |
|    | Italia (bandiera) | A     | Luigi Bassi            |
|    | Italia (bandiera) | A     | Manlio Bertolin        |
|    | Italia (bandiera) | D     | Pietro Bettoli         |
|    | Italia (bandiera) | C     | Adelchi Brach          |
|    | Italia (bandiera) | A     | Luigi Caldana          |
|    | Italia (bandiera) | C     | Sergio Calzavara       |
|    | Italia (bandiera) | C     | Antonio Colomban       |
|    | Italia (bandiera) | C     | Eros Crosetto          |
|    | Italia (bandiera) | C     | Bruno Dante            |
|    | Italia (bandiera) | A     | Giovan Battista Fabbri |

| N. |                    | Ruolo | Calciatore        |
| -- | ------------------ | ----- | ----------------- |
|    | Italia (bandiera)  | C     | Giorgio Giorgioni |
|    | Austria (bandiera) | A     | Engelbert Koenig  |
|    | Italia (bandiera)  | C     | Bruno Maran       |
|    | Italia (bandiera)  | A     | Rinaldo Moro      |
|    | Italia (bandiera)  | A     | Giobata Opisso    |
|    | Italia (bandiera)  | A     | Luigi Roncari     |
|    | Italia (bandiera)  | P     | Lorenzo Vellutini |
|    | Italia (bandiera)  | C     | Dante Voglino     |
|    | Italia (bandiera)  | D     | Dante Zanzottera  |
|    | Italia (bandiera)  | C     | Fulvio Zonch      |
|    | Italia (bandiera)  | P     | Duilio Zotti      |

## Risultati

### Campionato

#### Girone di andata
| Arbitro: | Caputo (Napoli) |

|  |           |           |
|  | Marcatori | 75’ Posio |

| Arbitro: | Michieletto (Mestre) |

|  |           |                                      |
|  | Marcatori | 16’ Calzavara 17’ Fabbri 48’ Caldana |

| Treviso 23 settembre 1951 3ª giornata | Treviso         | 0 – 0 | Messina | Stadio Omobono Tenni\| Arbitro: \| Perego (Milano) \| |
| Arbitro:                              | Perego (Milano) |       |         |                                                       |

| Arbitro: | Occhinegro (Taranto) |

|  |           |                    |
|  | Marcatori | 38’ (rig.) Venturi |

| Arbitro: | Buratti (Milano) |

|               |           |                      |
| Ampollini 39’ | Marcatori | 8’ Bassi 27’ Caldana |

| Reggio Emilia 14 ottobre 1951 6ª giornata | Reggiana         | 0 – 0 | Messina | Stadio Mirabello\| Arbitro: \| Pizzato (Mestre) \| |
| Arbitro:                                  | Pizzato (Mestre) |       |         |                                                    |

| Arbitro: | Corallo (Lecce) |

|           |           |  |
| Brach 57’ | Marcatori |  |

| Arbitro: | Bilotti (Ravenna) |

|                  |           |  |
| Bertolin 1’, 57’ | Marcatori |  |

| Arbitro: | Rigato (Mestre) |

|  |           |            |
|  | Marcatori | 23’ Fabbri |

| Messina 18 novembre 1951 10ª giornata | Messina            | 0 – 0 | Catania | Stadio Giovanni Celeste\| Arbitro: \| Marchetti (Milano) \| |
| Arbitro:                              | Marchetti (Milano) |       |         |                                                             |

| Arbitro: | Caputo (Napoli) |

|             |           |                                     |
| Santini 72’ | Marcatori | 46’ Brach 59’ Bertolin 83’ Colomban |

| Arbitro: | Jonni (Macerata) |

|                        |           |                  |
| Bertolin 36’, 42’, 65’ | Marcatori | 45’ (aut.) Maran |

| Arbitro: | Tibaldi (Savona) |

|                            |           |  |
| Bassi 69’ (rig.) Brach 87’ | Marcatori |  |

| Arbitro: | Silvano (Torino) |

|                            |           |  |
| Zamperlini 15’ Sforzin 30’ | Marcatori |  |

| Valdagno 30 dicembre 1951 15ª giornata | Marzotto Valdagno | 0 – 0 | Messina | Stadio dei Fiori\| Arbitro: \| Cartei (Firenze) \| |
| Arbitro:                               | Cartei (Firenze)  |       |         |                                                    |

| Messina 6 gennaio 1952 16ª giornata | Messina         | 0 – 0 | Genoa | Stadio Giovanni Celeste\| Arbitro: \| Bellè (Venezia) \| |
| Arbitro:                            | Bellè (Venezia) |       |       |                                                          |

| Arbitro: | Corallo (Lecce) |

|            |           |  |
| Koenig 80’ | Marcatori |  |

| Arbitro: | Rigato (Mestre) |

|             |           |            |
| Zanello 35’ | Marcatori | 22’ Koenig |

| Arbitro: | Ferrari Aggradi (Firenze) |

|                                       |           |            |
| Koenig 4’, 12’ Brach 29’ Colomban 64’ | Marcatori | 66’ Parvis |

#### Girone di ritorno
| Arbitro: | Fortina (Novara) |

|             |           |  |
| Bonaiti 89’ | Marcatori |  |

| Messina 10 febbraio 1952 21ª giornata | Messina         | 0 – 0 | Pisa | Stadio Giovanni Celeste\| Arbitro: \| Casati (Varese) \| |
| Arbitro:                              | Casati (Varese) |       |      |                                                          |

| Messina 17 febbraio 1952 22ª giornata | Messina           | 0 – 0 | Treviso | Stadio Giovanni Celeste\| Arbitro: \| Caputi (Molfetta) \| |
| Arbitro:                              | Caputi (Molfetta) |       |         |                                                            |

| Arbitro: | Silvano (Torino) |

|                      |           |  |
| Calzavara 57’ (aut.) | Marcatori |  |

| Arbitro: | Canavesio (Torino) |

|                 |           |  |
| Fabbri 26’, 80’ | Marcatori |  |

| Messina 16 marzo 1952 25ª giornata | Messina          | 0 – 0 | Reggiana | Stadio Giovanni Celeste\| Arbitro: \| Zoli (Pontedera) \| |
| Arbitro:                           | Zoli (Pontedera) |       |          |                                                           |

| Vicenza 23 marzo 1952 26ª giornata | Vicenza          | 0 – 0 | Messina | Stadio Romeo Menti\| Arbitro: \| Carpani (Milano) \| |
| Arbitro:                           | Carpani (Milano) |       |         |                                                      |

| Lodi 30 marzo 1952 27ª giornata | Fanfulla        | 0 – 0 | Messina | Stadio Dossenina\| Arbitro: \| Rigato (Mestre) \| |
| Arbitro:                        | Rigato (Mestre) |       |         |                                                   |

| Arbitro: | Bellè (Venezia) |

|                         |           |                |
| Colomban 20’ Koenig 32’ | Marcatori | 37’ Fioravanti |

| Arbitro: | Rigato (Mestre) |

|  |           |              |
|  | Marcatori | 30’ Colomban |

| Arbitro: | Matucci (Seregno) |

|  |           |             |
|  | Marcatori | 18’ Ganassi |

| Arbitro: | Tassini (Verona) |

|             |           |  |
| Cardoni 88’ | Marcatori |  |

| Arbitro: | Valsecchi (Milano) |

|              |           |                                                       |
| Biagioli 28’ | Marcatori | 6’ Voglino 8’ (aut.) Lancioni 60’ Colomban 77’ Koenig |

| Messina 11 maggio 1952 33ª giornata | Messina            | 0 – 0 | Verona | Stadio Giovanni Celeste\| Arbitro: \| Canavesio (Torino) \| |
| Arbitro:                            | Canavesio (Torino) |       |        |                                                             |

| Messina 25 maggio 1952 34ª giornata | Messina           | 0 – 0 | Marzotto Valdagno | Stadio Giovanni Celeste\| Arbitro: \| Scaramella (Roma) \| |
| Arbitro:                            | Scaramella (Roma) |       |                   |                                                            |

| Arbitro: | Valsecchi (Milano) |

|                                           |           |            |
| Frizzi 61’, 85’ (rig.) Gremese 71’ (rig.) | Marcatori | 35’ Fabbri |

| Arbitro: | Grandville (Roma) |

|                             |           |  |
| R. Brighenti I 5’, 31’, 62’ | Marcatori |  |

| Messina 15 giugno 1952 37ª giornata | Messina           | 0 – 0 | Monza | Stadio Giovanni Celeste\| Arbitro: \| Liverani (Torino) \| |
| Arbitro:                            | Liverani (Torino) |       |       |                                                            |

| Arbitro: | Bernasconi (Firenze) |

|           |           |                       |
| Marra 10’ | Marcatori | 15’ Bertolin 49’ Moro |

## Statistiche

### Statistiche di squadra
| Competizione | Punti | In casa | In casa | In casa | In casa | In casa | In casa | In trasferta | In trasferta | In trasferta | In trasferta | In trasferta | In trasferta | Totale | Totale | Totale | Totale | Totale | Totale | DR  |
| Competizione | Punti | G       | V       | N       | P       | Gf      | Gs      | G            | V            | N            | P            | Gf           | Gs           | G      | V      | N      | P      | Gf     | Gs     | DR  |
| ------------ | ----- | ------- | ------- | ------- | ------- | ------- | ------- | ------------ | ------------ | ------------ | ------------ | ------------ | ------------ | ------ | ------ | ------ | ------ | ------ | ------ | --- |
| Serie B      | 45    | 19      | 9       | 7       | 3       | 19      | 7       | 19           | 7            | 6            | 6            | 18           | 16           | 38     | 16     | 13     | 9      | 37     | 23     | +14 |

### Statistiche dei giocatori
| Giocatore    | Serie B  | Serie B |
| Giocatore    | Presenze | Reti    |
| ------------ | -------- | ------- |
| D. Andronico | 1        | 0       |
| R. Avellani  | 8        | 0       |
| L. Bassi     | 37       | 2       |
| M. Bertolin  | 15       | 7       |
| P. Bettoli   | 37       | 0       |
| A. Brach     | 23       | 4       |
| L. Caldana   | 22       | 2       |
| S. Calzavara | 28       | 1       |
| A. Colomban  | 20       | 7       |
| B. Dante     | 13       | 0       |
| G.B. Fabbri  | 31       | 5       |
| E. Koenig    | 15       | 6       |
| B. Maran     | 36       | 0       |
| R. Moro      | 9        | 1       |
| G. Opisso    | 32       | 0       |
| L. Vellutini | 38       | -23     |
| D. Voglino   | 20       | 1       |
| F. Zonch     | 33       | 0       |